# Бери (Јон)
Бери (фр. Béru) насеље је и општина у источном делу централне Француске у региону Бургоња, у департману Јон која припада префектури Авалон.
По подацима из 2011. године у општини је живело 77 становника, а густина насељености је износила 14,89 становника/km². Општина се простире на површини од 5,17 km². Налази се на средњој надморској висини од 325 метара (максималној 326 m, а минималној 168 m).

## Демографија
| 1962. | 1968. | 1975. | 1982. | 1990. | 1999. | 2011. |
| ----- | ----- | ----- | ----- | ----- | ----- | ----- |
| 75    | 91    | 81    | 68    | 70    | 77    | 77    |

График промене броја становника у току последњих година